# راینسفلد
راینسفلد (به آلمانی: Reinsfeld) یک شهر در آلمان است که در تریر-زاربورگ واقع شده‌است. راینسفلد ۲٬۳۰۷ نفر جمعیت دارد.